# 香蕉形連接器

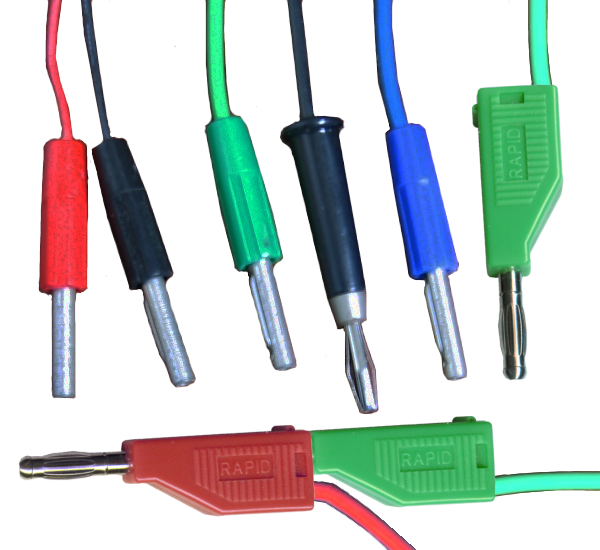
實驗室使用的4 mm香蕉形插頭

香蕉形連接器（公端會稱為香蕉形插頭，母端會稱為香蕉形插座）是單線（單一電導體）的电子连接器，用來將線接到儀器上。有時也會稱為4 mm連接器，特別在歐洲會如此稱呼，不過也有導體直徑2 mm的香蕉形連接器。有許多不同種類的香蕉形連接器，其概念都是在插頭上加入向外擴展的金屬彈簧，插座則是沒有彈簧的金屬圓槽，兩者緊密貼合，以提昇導電性。常見的種類包括：一根實心金屬針狀導體，在縱向有開口，略微往外張開；四片尖端組合在一起的板簧、一個金屬針狀導體，在某一側有板簧；一捆硬線、中心銷被中心凸起的多縫圓柱體包圍、或是將彈簧金屬片捲成幾乎完整的圓柱體。香蕉形連接器常用來連接电子测试设备（例如實驗室電源供應器）和測試設備，而多用表的探棒也常用這種接頭。

## 外部連結
- What Size Banana Plug are you using?